# Plan de Ayala (Tihuatlán)
Plan de Ayala es una localidad del estado mexicano de Veracruz. Es parte del municipio de Tihuatlán.

## Demografía
| Gráfica de evolución demográfica |
|                                  |

| Censo | Población |
| ----- | --------- |
| 1960  | 1 537     |
| 1970  | 4 166     |
| 1980  | 6 893     |
| 1990  | 14 594    |
| 1995  | 15 954    |
| 2000  | 9 413     |
| 2005  | 10 241    |
| 2010  | 11 657    |
| 2020  | 11 834    |